# Пиротски кеј
Пиротски кеј је познато шеталиште у Пироту. 

## Настанак
Река Нишава је у Пироту почетком 20. века правила велике поплаве. Професор пиротске гимназије Велимир Вукићевић је дао предлог да се изгради кеј на Нишави како би се надаље избегле поплаве. Регулација Нишаве је почела 1923. године узводно од Големог моста а упоредо са регулисањем корита реке грађен је Кеј са обе стране.
У градњи кеја су учествовали и грађани Пирота а они имућнији су давали прилоге. Градња се одвијала у етапама. Да би добио данашњи изглед потрудио се 1933. године тадашњи председник Општине Светозар Мисирлић на чију иницијативу је засађено дрвеће на врху насипа које је лично заливао. Липе су засађене исте године. Корито Нишаве уређено је 60их година 20. века и тада су подигнути насипи и продужен је дрворед липа око стазе. Почетком 21. века, Кеј је додатно сређен а шеталишта су поплочана калдрмом која је вађена из улице Николе Пашића. 
Око 2013. године је на Кеју направљена трим стаза, стаза за ролере и теретана на отвореном. 

## Галерија
- Кеј у Пироту
- Пиротски кеј
- Нишава
- Кеј за време поплаве 1975. године